# Giacomo Puccini
Pour les articles homonymes, voir Giacomo Puccini (homonymie).
« Puccini » redirige ici. Pour les autres significations, voir Puccini (homonymie).
Œuvres principales
- Tosca
- Manon Lescaut
- La Bohème
- Madame Butterfly
- La fanciulla del West
- La rondine
- Il Trittico
- Turandot
- Messa

Giacomo Puccini, de son nom complet Giacomo Antonio Domenico Michele Secondo Maria Puccini, né le 22 décembre 1858 à Lucques (grand-duché de Toscane) et mort le 29 novembre 1924 à Bruxelles. Il est un compositeur italien, considéré comme l'un des plus grands compositeurs de la fin du XIXe siècle et du début du XXe siècle.
Issu d'une famille dans laquelle cinq générations de musiciens se sont succédé, il porte le même prénom que son arrière-arrière-grand-père Jacopo Puccini, organiste et compositeur de musique sacrée du XVIIIe siècle, et est le fils de Michele Puccini (1813-1864), le petit-fils de Domenico Puccini (1772-1815) et l'arrière-petit-fils d'Antonio Puccini (1747-1832).

## Biographie
Giacomo Antonio Domenico Michele Secondo Maria Puccini est né via di Poggio, dans le centre de Lucques, en 1858, dans une famille aisée. Il est le premier garçon d’une famille de sept enfants : il a cinq sœurs aînées et un frère, de cinq ans son cadet, né trois mois après la mort de son père. Son père Michele Puccini est un compositeur de musique sacrée, organiste et maître de chœur à la cathédrale Saint-Martin de Lucques. Sa mère Albina Magi a épousé Michele en 1848 ou 1849.
Il poursuit à une ou deux exceptions près les mêmes études musicales que ses illustres aïeux, tous musiciens d'église. On compte trente-deux œuvres à leur actif.
Après la mort de son père en janvier 1864, alors qu'il a à peine plus de cinq ans, il est envoyé auprès de son oncle maternel Fortunato Magi pour étudier ; celui-ci l'initie au clavier et au chant choral mais le considère comme un élève peu doué et indiscipliné. Fortunato a succédé à Michele Puccini au poste de maître de chapelle et organiste. Toutefois, la place ayant été occupée depuis plusieurs générations par les Puccini, il est précisé que Fortunato céderait sa place au jeune Giacomo lorsque celui-ci serait en âge d'assumer cette charge.
Il a dix ans lorsqu'il entre dans le chœur de la cathédrale de Lucques et commence à toucher l’orgue. L'inspiration pour l'art lyrique et la musique profane lui vient seulement lors d'une représentation de l'Aïda de Verdi que Carlo Angeloni, un de ses professeurs au conservatoire, lui fait découvrir à Pise le 11 mars 1876. De 1880 à 1883, il étudie au conservatoire de Milan, où il est l'élève d'Amilcare Ponchielli et d'Antonio Bazzini.

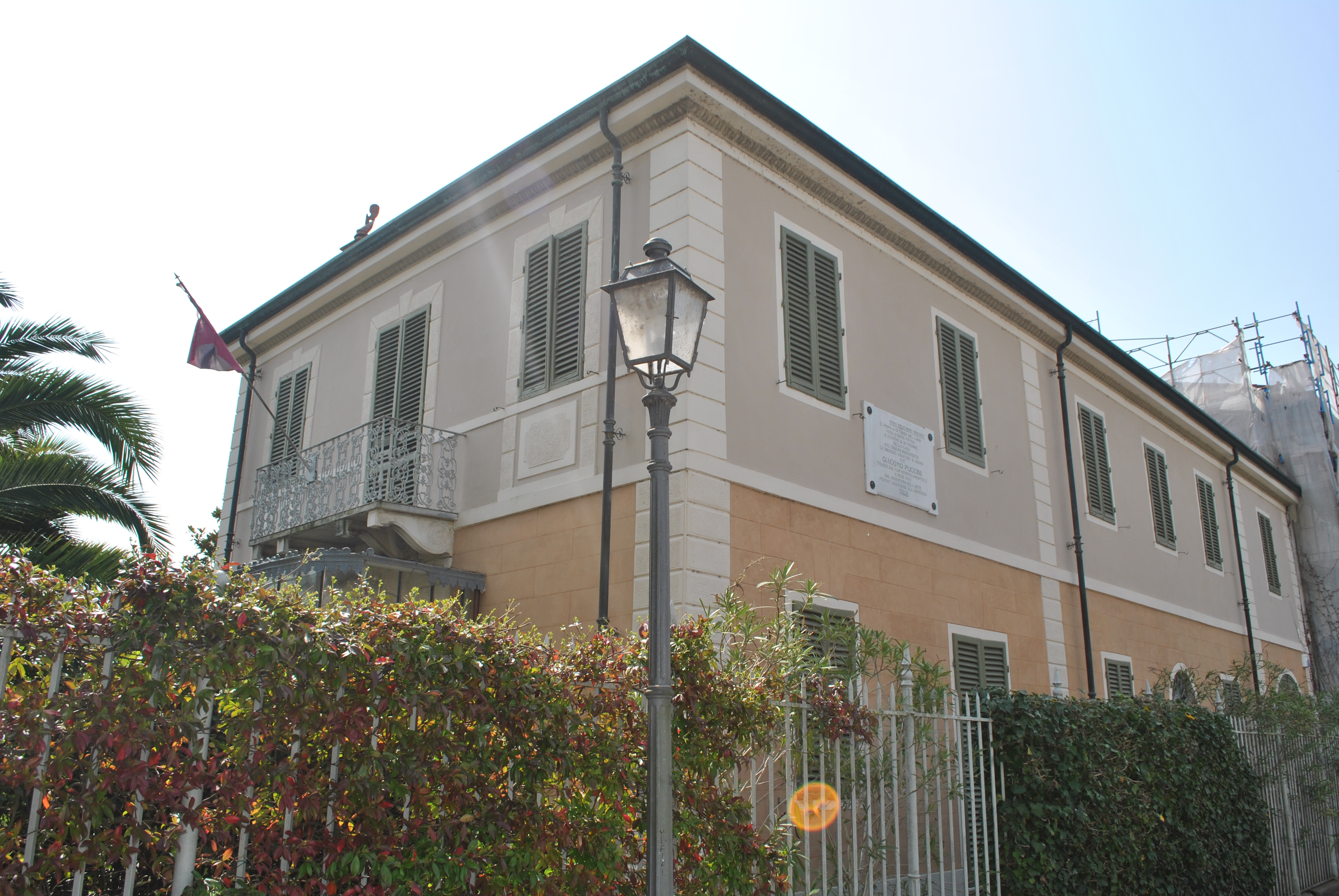
Villa de Torre del Lago.

En 1882, Puccini participe à un concours d'écriture lancé par la maison d'édition de musique Sonzogno en 1883, pour un opéra en un acte. Bien qu'il ne remporte pas le prix avec Le Villi, son premier opéra est représenté en 1884 au Teatro Dal Verme de Milan, grâce à Ponchielli et Ferdinando Fontana, et cette représentation contribue à attirer l'attention de Ricordi, l'éditeur de Verdi, qui lui commande un nouvel opéra, Edgar. C'est à cette époque que Puccini rencontre Elvira Gemignani (née Bonturi, 1860-1930) qui deviendra sa femme et lui donnera un fils, Antonio (1886-1946). Elle est mariée à un autre, ce qui n'empêche pas Puccini de tenter sa chance. Le mari, peu soupçonneux et souvent absent, ne se méfie pas du jeune homme qui accepte avec joie de donner des cours de piano à l'épouse quand elle le lui demande (Puccini, après le succès des Villi, commence à se faire une excellente réputation). Les deux « tourtereaux » dissimulent mal leur liaison, de sorte que tout Lucques est au courant du scandale, sauf le mari trompé. Le climat devenant lourd cependant, Puccini achète une villa à Torre del Lago, où il résidera la plus grande partie de sa vie, accompagné d'Elvira. Aussi, la critique est-t-elle assez ironique lorsque Edgar, son deuxième opéra, est représenté (avec succès), puisque l'intrigue présente beaucoup de points communs avec cette aventure vaudevillesque.
Son troisième opéra, Manon Lescaut, est non seulement un succès, mais également le point de départ d'une collaboration fructueuse avec les librettistes Luigi Illica et Giuseppe Giacosa, qui travaillent avec lui sur les trois opéras suivants.
En 1896, il crée un opéra, La Bohème, adapté des Scènes de la vie de bohème de Henri Murger. Bien qu’il contienne certains des airs les plus populaires de son répertoire, ses audaces harmoniques et dramatiques, tranchant avec le sentimentalisme de Manon Lescaut, ne parviennent pas à séduire le public de la première, le 1er février (malgré la direction irréprochable d'Arturo Toscanini). Les représentations suivantes assurent cependant au compositeur un succès mondial.

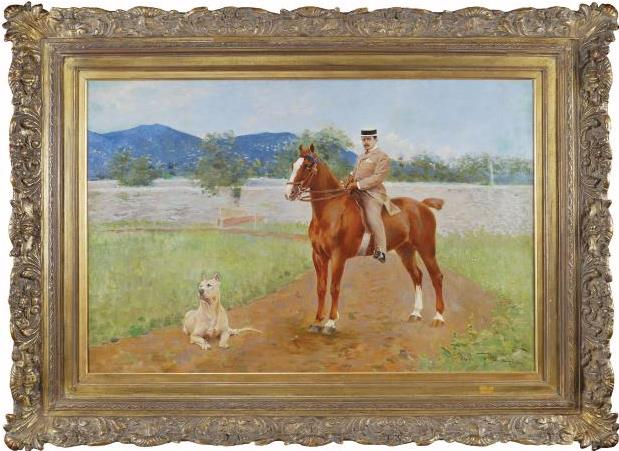
Portrait de Puccini par Aleardo Villa.

En 1900, Tosca représente pour Puccini la première approche du vérisme ; l'œuvre est marquée par la ferveur patriotique, mais elle relate un drame amoureux sans s’engager sur le terrain idéologique comme les opéras de Verdi. Le contraste entre La Bohème et Tosca est tel que Puccini essuie un cinglant revers. Heureusement, lorsque Toscanini reprend l'ouvrage, le succès est au rendez-vous.
L'activité du compositeur ralentit et, en 1903, il est blessé à la suite d'un accident de voiture qui le rend boiteux.
En 1904, Madame Butterfly (sur une pièce de théâtre de David Belasco) est accueillie par un fiasco cinglant lors de la première à la Scala de Milan, bien qu'il soit remarquablement orchestré et dirigé par Cleofonte Campanini (en) et mis en scène par Adolfo Hohenstein. En particulier, lors de la scène où l'on entend des chants d'oiseaux, le public s'esclaffe et fait entendre des cris de basse-cour de toutes sortes. Cela ne l'empêche pas de devenir, trois mois après, un autre de ses grands succès, après une révision drastique.
En 1906, un de ses librettistes, Giacosa, meurt.
En 1909, éclate un scandale : sa domestique se suicide par empoisonnement après avoir été accusée par Elvira Gemignani d'avoir eu une relation avec lui. Il semblerait que ce soit la sœur de la domestique qui avait une relation avec Giacomo Puccini. La domestique servait de médiatrice, elle se suicida afin de ne pas trahir le secret. Similaire à l'acte III de Turandot où Liù se suicide afin de ne pas dévoiler le secret.
En 1910, il compose La fanciulla del West, premier opéra créé au Metropolitan Opera de New York. L'œuvre, considérée comme le premier western spaghetti, est dirigée par Toscanini ; elle présente une richesse orchestrale et harmonique sans égale dans l'œuvre de Puccini. Le succès immédiat auprès du public (et également des critiques) ne se confirme pas : le thème du Far West, l'audace de son écriture et, étrangement, son « happy end », déroutent le public et les critiques. Il faut toute la volonté d'artistes comme Dimitri Mitropoulos, Plácido Domingo, et de musicologues désireux de dépasser les clichés, pour faire sortir cette œuvre remarquable de l'oubli.
Il trittico est créé en 1918. Ce triptyque est composé de trois opéras réunis par le style Grand-Guignol parisien : un épisode d'horreur Il Tabarro, une tragédie sentimentale Suor Angelica et une farce ou comédie Gianni Schicchi. Des trois, Gianni Schicchi devient le plus populaire notamment grâce à l'air "O mio babbino caro".
Son dernier opéra Turandot, écrit en 1924, reste inachevé ; les deux dernières scènes en seront complétées par Franco Alfano. Ce final est très contesté de nos jours car Puccini avait rêvé pour le duo final de quelque chose d'inédit et fantastique, comparable à une grande scène wagnérienne (on mesure, quand on entend Nessun dorma ou le dernier air de Liù Tanto amore, segreto, l'étendue de la perte qu'a causée la maladie du compositeur). Alfano, bon compositeur pourtant, n'a pas le génie de son maître. Si, la plupart du temps, on ne dirige aujourd'hui qu'une version écourtée du final d'Alfano, la version complète a été remise au goût du jour récemment par Antonio Pappano, avec un concert et la réalisation d'une intégrale publiée en 2023 chez Warner Classics. 
En 2001, un nouveau final est écrit par Luciano Berio.
Puccini meurt à Bruxelles le 29 novembre 1924, des suites cardiaques dues à son cancer de la gorge. Après des obsèques à l'église royale Sainte-Marie de Schaerbeek, son corps est transporté à Milan où, le 3 décembre 1924, ses funérailles sont célébrées dans la cathédrale par l'archevêque Eugenio Tosi. À l'issue de celles-ci, sa dépouille est inhumée provisoirement au cimetière monumental de Milan, dans le caveau de famille d'Arturo Toscanini. Le 29 novembre 1926, à l'occasion du deuxième anniversaire de sa mort, Giacomo Puccini est réinhumé dans la chapelle de sa villa de Torre del Lago.
Sa villa est aujourd'hui un musée dédié à sa mémoire.

## Analyse
Manon Lescaut, , Tosca, Madame Butterfly et Turandot sont tous de grands succès. Ils illustrent une maîtrise de l’orchestration exceptionnelle, aux multiples innovations harmoniques, et un langage théâtral profondément original. Ce langage qui contribua au succès de Puccini se rattachait au courant littéraire du vérisme italien, représenté par des compositeurs de la fin du XIXe siècle, comme Mascagni, Leoncavallo ou Franchetti. Puccini échappe pourtant au réalisme tragique du vérisme, grâce à sa passion pour les romantiques comme Alfred de Musset ou Heinrich Heine, mais aussi en raison de sa modernité théâtrale et musicale, illustrée par les chromatismes de Tosca ou les accords impressionnistes de la Houppelande (Il Tabarro) influencés par les audaces de Debussy et de Ravel, et la marque profonde laissée dans son œuvre par Wagner.

## Œuvre
Giacomo Puccini laisse 38 œuvres musicales.

### Opéras
Date de la première, théâtre, ville
- Le Villi (Les Willis) (31 mai 1884, Teatro Dal Verme, Milan)
  - [rev. 1] (26 décembre 1884, Teatro Regio, Turin)
  - [rev. 2] (24 janvier 1885, Teatro alla Scala, Milan)
  - [rev. 3] (7 novembre 1889, Teatro Dal Verme, Milan)
- Edgar (21 avril 1889, Teatro alla Scala, Milan)
  - [rev. 1] (5 septembre 1891, Teatro del Giglio, Lucques)
  - [rev. 2] (28 janvier 1892, Teatro Comunale, Ferrare)
  - [rev. 3] (8 juillet 1905, Teatro de la Ópera, Buenos Aires)
- Manon Lescaut (1er février 1893, Teatro Regio, Turin)
  - [rev.] (21 décembre 1893, Teatro Coccia, Novare)
- La Bohème (1er février 1896, Teatro Regio, Turin)
- Tosca (14 janvier 1900, Teatro Costanzi, Rome)
- Madame Butterfly (17 février 1904, Teatro alla Scala, Milan)
  - [rev. 1] (28 août 1904, Teatro Grande, Brescia)
  - [rev. 2] (10 juillet 1905, Covent Garden, Londres)
  - [rev. 3] (28 décembre 1906, Opéra-Comique, Paris)
  - [rev. 4] (9 décembre 1920, Teatro Carcano, Milan)
- La fanciulla del West (La Fille du Far West) (10 décembre 1910, Metropolitan Opera, New York)
  - [rev.] (29 décembre 1912, Teatro alla Scala, Milan)
- La rondine (27 mars 1917, Opéra, Monte-Carlo)
  - [rev. 1] (10 avril 1920, Teatro Massimo Vittorio Emanuele, Palerme)
  - [rev. 2] (11 avril 1924, Teatro Verdi, Rijeka)
- Il trittico (Le triptyque) (14 décembre 1918, Metropolitan Opera, New York) :
  - Il tabarro (La Houppelande)
  - Suor Angelica (Sœur Angelica)
  - Gianni Schicchi
- Turandot (25 avril 1926, Teatro alla Scala, Milan)

### Autres œuvres

#### Orchestre
- Preludio Sinfonico in E minor-major (1876) (perdu)
- Largo Adagietto in F major (1881-1883)
- Scherzo in A minor (1882)
- Preludio Sinfonico in A major (1882, Milan)
- Capriccio Sinfonico (1883, Milan)
- Scossa elettrica (1899) (arrangement pour orchestre)

#### Musique de chambre
- Scherzo in A minor (Quatuor à cordes) (1881)
- Crisantemi (Quatuor à cordes, 1890, « Alla memoria di Amadeo di Savoia Duca d'Aosta »)
- Minuetto n.1 (Quatuor à cordes, « A.S.A.R. Vittoria Augusta di Borbone, Principessa di Capua »)
- Minuetto n.2 (Quatuor à cordes, « All'esimio violinista prof. Augusto Michelangeli »)
- Minuetto n.3 (Quatuor à cordes, « All'amico maestro Carlo Carignani »)

#### Piano
- Allemande, Corrente, Gavotta (suite) (1880-1881)
- Adagio in A major (1881)
- Piccolo valzer (1894)
- Scossa elettrica (1896)
- Piccolo tango (1907/1910)
- Foglio d’Album (1907/1910)
- Pezzo per pianoforte (1916)

#### Piano et voix
- A Te (1875)
- Melanconia (1881/1883) (perdu)
- Ah! se postesse (fragments) (1882) (perdu)
- Ad una morta! (1882/1883)
- Mentìa l’avviso (1882)
- Storiella d’amore (1883)
- Sole ed amore (1888)
- Avanti Urania! (1896)
- Inno a Diana (1897)
- E l'uccellino (1899)
- Terra e mare (1902)
- Canto d’anime (1904)
- Casa mia, casa mia (1908)
- Sogno d'or (1913)
- Morire? (1917)
- Inno a Roma (1er juin 1919, Rome)

#### Piano et violon
- La Sconsolata (1883)

#### Messes, cantates et musique sacrée
- I figli d'Italia bella (1877) (perdu)
- Mottetto per San Paolino « Plaudite Populi » (1877)
- Credo (1878, Lucques)
- Messa (connue comme Messa di Gloria) (1880, Lucques)
- Salve del ciel Regina (1882) (1882/1883)
- Solfeggi (1888)
- Requiem (27 janvier 1905, Milan)

#### Œuvres chorales
- Vexilla regis prodeunt (1878)
- Ecce sacerdos magnus (1905)

#### Orgue
- Esquisses et improvisations pour orgue (1870-1880)

## Hommages
En astronomie, sont nommés en son honneur le cratère mercurien Puccini, depuis 1976, et l'astéroïde (4579) Puccini, découvert en 1989.

### Filmographie
- 2008 : Puccini e la fanciulla, la vie de Puccini, son travail, sa passion dans un film de Paolo Benvenuti et Paola Baroni Voir la présentation du film sur Eurochannel.

#### Bases de données et dictionnaires
- Ressources relatives à la musique :   - International Music Score Library Project
  - AllMusic
  - Bait La Zemer Ha-Ivri
  - Carnegie Hall
  - Discografia Nazionale della Canzone Italiana
  - Discography of American Historical Recordings
  - Discogs
  - Grove Music Online
  - MusicBrainz
  - Musopen
  - Muziekweb
  - Operone
  - Répertoire international des sources musicales
  - Songkick
  - VGMDb
- Ressources relatives au spectacle :   - Archives suisses des arts de la scène
  - Les Archives du spectacle
  - Internet Broadway Database
  - Kunstenpunt
- Ressources relatives aux beaux-arts :   - Académie des arts de Berlin
  - AGORHA
  - MutualArt
  - Te Papa Tongarewa
- Ressources relatives à l'audiovisuel :   - American Film Institute
  - Filmportal
  - IMDb
  - Unifrance
- Ressource relative à la santé :   - Bibliothèque interuniversitaire de santé
- Ressource relative à la vie publique :   - Chambre des députés
- Ressource relative à plusieurs domaines :   - Radio France
- Ressource relative à la bande dessinée :   - Comic Vine
- Ressource relative à la recherche :   - Isidore
- Notices dans des dictionnaires ou encyclopédies généralistes :   - Britannica
  - Brockhaus
  - Den Store Danske Encyklopædi
  - Deutsche Biographie
  - Dizionario biografico degli italiani
  - Enciclopedia italiana
  - Enciclopedia De Agostini
  - Enciclopédia Itaú Cultural
  - Gran Enciclopèdia Catalana
  - Hrvatska Enciklopedija
  - Internetowa encyklopedia PWN
  - Larousse
  - Nationalencyklopedin
  - Store norske leksikon
  - Treccani
  - Universalis
  - Visuotinė lietuvių enciklopedija
- Notices d'autorité :   - VIAF
  - ISNI
  - BnF (données)
  - IdRef
  - LCCN
  - GND
  - Italie
  - Japon
  - CiNii
  - Espagne
  - Belgique
  - Pays-Bas
  - Pologne
  - Israël
  - NUKAT
  - Catalogne
  - Suède
  - Vatican